# Sherlock Holmes: The Devil's Daughter
Sherlock Holmes: The Devil's Daughter (укр. Шерлок Холмс: Диявольська Дочка) — пригодницька відеогра в жанрі детектив із серії «Пригоди Шерлока Холмса», розроблена студією українською компанією Frogwares для Microsoft Windows, PlayStation 4 та Xbox One у 2016 році. Проєкт був випущений для Xbox One і PlayStation 4 25 жовтня, тоді як версія для ПК була випущена раніше, 10 червня.

## Ігровий процес
Як і в попередниці Sherlock Holmes: Crimes & Punishments, більша частина гри присвячена дослідженню місць злочинів та пошуку доказів. Після виявлення доказів вони додаються на «дедукційну дошку» — ігрова механіка, яка передбачає поєднання частин інформації разом, що призводить до можливості різних висновків. Як тільки факти будуть з'єднані разом, у пам'яті гравця з'явиться повне дерево, яке називають палацом розуму. Залежно від того, як гравці інтерпретують підказки, вони роблять різні висновки. Таким чином, гравець може зазнати невдачі або досягти успіху в пошуку злочинця.

## Синопсис
У п'яти пов'язаних між собою справах Шерлок Холмс стикається з темними сімейними таємницями, як у своїх справах, так і в особистому житті, коли жінка, яка приїжджає, починає втручатися в його особисте життя, особливо у відносини з його прийомною дочкою.

## Сюжет
Дія відбувається в 1896 році, після подій The Testament of Sherlock Holmes, після смерті професора Джеймса Моріарті, Шерлок Холмс тепер дбає про дочку Моріарті, Кейтлін, зберігаючи в таємниці її справжнє походження. Однак ситуація змінюється, коли новим сусідом Холмса стає загадкова жінка, що називає себе «Еліс». Еліс поступово потоваришувала з Кейтлін, завоювавши довіру дочки, але водночас викликавши емоційні проблеми між Холмсом та Кейтлін. Протягом усієї гри Холмс розкриватиме різні справи, одночасно дізнаючись про походження Еліс та її справжні наміри.
У грі представлено п'ять окремих справ. Кожна справа є самостійною і, за винятком внутрішньоігрових досягнень, таких як моральний вибір, не пов'язана одна з одною.

### Сповідь жертви
До Холмса приходить хлопчик Том, чий батько зник безвісти. За допомогою Віггінса Холмс проводить розслідування та виявляє цілу серію зникнень, пов'язаних з одним знатним британським благодійником. Благодійник та його друзі-аристократи використовують жебраків як мисливську здобич в Еппінзькому лісі, а за ними, своєю чергою, полює батько Тома, видатний ветеран і військовий снайпер.

### Етюд у зелених тонах
Холмс бере участь у турнірі з гольфу, організованому місцевим археологічним товариством. Церемонія нагородження скасовується після того, як один із членів клубу виявляється мертвим за загадкових обставин, а справа пов'язується з попередньою експедицією Мая. Серед підозрюваних — ексцентричний керівник клубом, що розорився, і однорукий чоловік з таємничою супутницею.

### Інший я
За Холмсом слідкує актор, який бажає вивчити його для майбутньої ролі. Розкривши справу Мері Сазерленд (адаптована з «Встановлення особи»), Холмс запобігає замаху на своє життя, самостійно знешкодивши бомбу. У ході подальшого розслідування він виявляє серію крадіжок зі зломом та зникнення людей, які приводять його в занедбане абатство. Холмс, який раніше здобув перемогу над злочинним світом, прагне помсти.

### Ланцюгова Реакція
Під час подорожі Холмс та Ватсон стикаються з масштабною дорожньою аварією, внаслідок якої загинули та отримали поранення кілька людей. Холмс досліджує місцевість, щоб розібратися в низці подій, і виявляє, що ситуація не така, якою здається. Злочинець, що став техніком, якого силоміць змусили стати співучасником пограбування, розправляється зі своїми колишніми партнерами.

### Нічна Лихоманка
Еліс викрала його прийомну дочку. Він повинен знайти її, поки не стало надто пізно. Стриманість Холмса з приводу походження його прийомної дочки розкриває Еліс: Кейтлін — дочка професора Джеймса Моріарті та, отже, однойменна дочка диявола. Холмс виправляє свою батьківську байдужість і з'єднується зі своєю підопічною.

## Розробка та реліз
Восьма частина серії була анонсована у травні 2015 року. Спочатку очікувалося, що Керрі Шейл знову виконає роль Шерлока, але пізніше Frogwares підтвердила, що гра буде присвячена іншому втіленню Шерлока Холмса з Алексом Джорданом у головній ролі.
В інтерв'ю, даному у 2020 році, Frogwares заявила, що Bigben Interactive була лише посередником з поширення.

## Системні вимоги

### Мінімальні
- ОС: Windows 7 64 Bit, Windows 8.1 64 Bit або Windows 10 64 Bit
- Процесор: Intel Core i3 3.6GHz або AMD FX Series 4.2GHz Quad-Core
- Оперативна пам'ять: 6 GB ОП
- Відеокарта: AMD Radeon HD 7790 або NVIDIA GeForce 460 GTX
- DirectX: версії 11
- Місце на диску: 20 GB доступного місця
- Звукова карта: підтримка DirectX

### Рекомендовані
- ОС: Windows 7 64 Bit, Windows 8.1 64 Bit або Windows 10 64 Bit
- Процесор: Intel Core i5 2100 3.1 GHZ або AMD A8-7600 3.1 GHz
- Оперативна пам'ять: 8 GB ОП
- Відеокарта: ATI R9 270X або NVIDIA GeForce 760 GTX or higher
- DirectX: версії 11
- Місце на диску: 20 GB доступного місця
- Звукова карта: підтримка DirectX

## Рецензії
| Агрегатор  | Оцінка                              |
| ---------- | ----------------------------------- |
| Metacritic | PC: 65/100 PS4: 71/100 XONE: 66/100 |

| Видання                    | Оцінка  |
| -------------------------- | ------- |
| Game Informer              | 6.75/10 |
| GameSpot                   | 6/10    |
| IGN                        | 5/10    |
| PC Gamer (Велика Британія) | 59/100  |
| Push Square                | [ 16 ]  |
| VideoGamer.com             | 7/10    |

GameSpot поставив відеогрі оцінку 6,0 з 10, критикуючи деякі серйозні технічні проблеми та деякі елементи екшену. IGN поставив їй оцінку 5,0 із 10. PC Gamer поставив їй оцінку 59 зі 100, критикуючи гру за сильно заскриптовані декорації, короткочасні події та міні-ігри.
The Devil's Daughter отримала «змішані та середні» відгуки. Сайт-агрегатор рецензій Metacritic поставив версії для Microsoft Windows 65/100 на основі 19 рецензій, версії для PlayStation 4 71/100 на основі 28 рецензій, а версії для Xbox One 66/100 на основі 12 рецензій.